# بلغاريا في الألعاب الأولمبية
جمهورية بلغاريا في الألعاب الأولمبية الألعاب الأولمبية هي من أهم الأحداث الرياضية في بلغاريا، تقوم اللجنة الأولمبية البلغارية بالإشراف في شؤون مشاركة بلغاريا في الألعاب الأولمبية، كانت أول مشاركة لبلغاريا في الألعاب الأولمبية في أول دورة في دورة 1896 في أثينا عاصمة اليونان وأول ميدالية فازت بها بلغاريا كانت في دورة 1952 في هلسنكي عاصمة فنلندا، وقد فازت بلغاريا حتى الآن في مشوارها في الألعاب الأولمبية الصيفية بمجموع 214 ميدالية في الألعاب الأولمبية الصيفية منها 51 ميدالية ذهبية و 85 فضية و 78 برونزية، وأفضل إنجاز لها كان في دورة 1980 في موسكو في الإتحاد السوفييتي حيث إحتلت المركز الثالث في جدول الميداليات وأكثر الرياضات التي تنافس فيها بلغاريا هي المصارعة و رفع الأثقال و ألعاب القوى و الرماية و الملاكمة و التجديف ورياضات أخرى. أشهر الأبطال الأولمبيين لدى بلغاريا هي ستيفكا كوستادينوفا صاحبة الرقم القياسي العالمي في الوثب العالي والتي تشغل حالياً رئاسة 
اللجنة الأولمبية البلغارية.
في الألعاب الأولمبية الشتوية شاركت بلغاري أول مرة في دورة 1936 في غارميش-بارتنكيرشن في ألمانيا وفازت حتى الآن بمجموع 6 ميداليات وهي ميدالية ذهبية واحدة وفضيتان و3 برونزيات أكثر الرياضات التي تنافس فيها بلغاريا هي البياثلون و التزلج على مسار قصير و تزلج ريفي ورياضات أخرى.